# مادیرا هایلاندز (کالیفرنیا)
مادیرا هایلاندز (به انگلیسی: Madera Highlands) یک منطقهٔ مسکونی در ایالات متحده آمریکا است که در شهرستان مادرا، کالیفرنیا واقع شده‌است. مادیرا هایلاندز ۸۲ متر بالاتر از سطح دریا واقع شده‌است.